# Raudbergtal
Das Raudbergtal (norwegisch Raudbergdalen) ist ein hauptsächlich vereistes Tal im ostantarktischen Königin-Maud-Land, das sich in nordwestlicher Ausdehnung über eine Länge von rund 32 km im Borg-Massiv erstreckt.
Norwegische Kartografen kartierten es anhand geodätischer Vermessungen und mithilfe von Luftaufnahmen der Norwegisch-Britisch-Schwedischen Antarktisexpedition (1949–1952). Deskriptiv benannt ist es in Anlehnung an die Benennung des Raudberget, bei der die rote (norwegisch raud) Färbung der Felsen des Berges ausschlaggebend war.